# 三浦按針
威廉·亞當斯（英語：William Adams，1564年9月24日—1620年5月16日），英國航海家，獲德川家康賜名三浦按針（日语： Miura Anjin；意即「三浦半島的引水人」），1600年漂流到日本，被德川幕府聘為外交顾问，成為第一位英国出身的日本武士，領有一塊250石的領地。
三浦按針的墓位於長崎縣平戶市的崎方公園內。而在神奈川县橫須賀市西逸見町的「塚山公園」裡則有三浦夫妻的慰靈碑，1923年3月7日被指定為日本的歷史遺蹟。

## 早年生活
1564年亞當斯出生於英格蘭東南部肯特郡吉林漢姆的水手家庭。在父親於自己12歲那年死去後，他便到倫敦泰晤士河北岸萊姆豪斯的造船廠主尼古拉斯·迪金斯（Nicholas Diggins）手下當學徒。在接下來的12年學習造船、天文學與航海，然後加入英國皇家海軍。亞當斯在皇家海軍服務於法蘭西斯·德瑞克之下，並在1588年西班牙無敵艦隊入侵英格蘭時擔任貨物補給船Richarde Dyffylde號的船長。1589年亞當斯與瑪麗·海因（Mary Hyn）結婚，育有一女迪麗弗倫斯（Deliverance）和一子約翰（John）。離開海軍後，亞當斯受雇為巴爾巴里公司的領航員，參與北極探險，這趟探險的目的是希望沿著西伯利亞海岸尋找到遠東的東北航線，但是後來無功而返。

## 遠東的探險

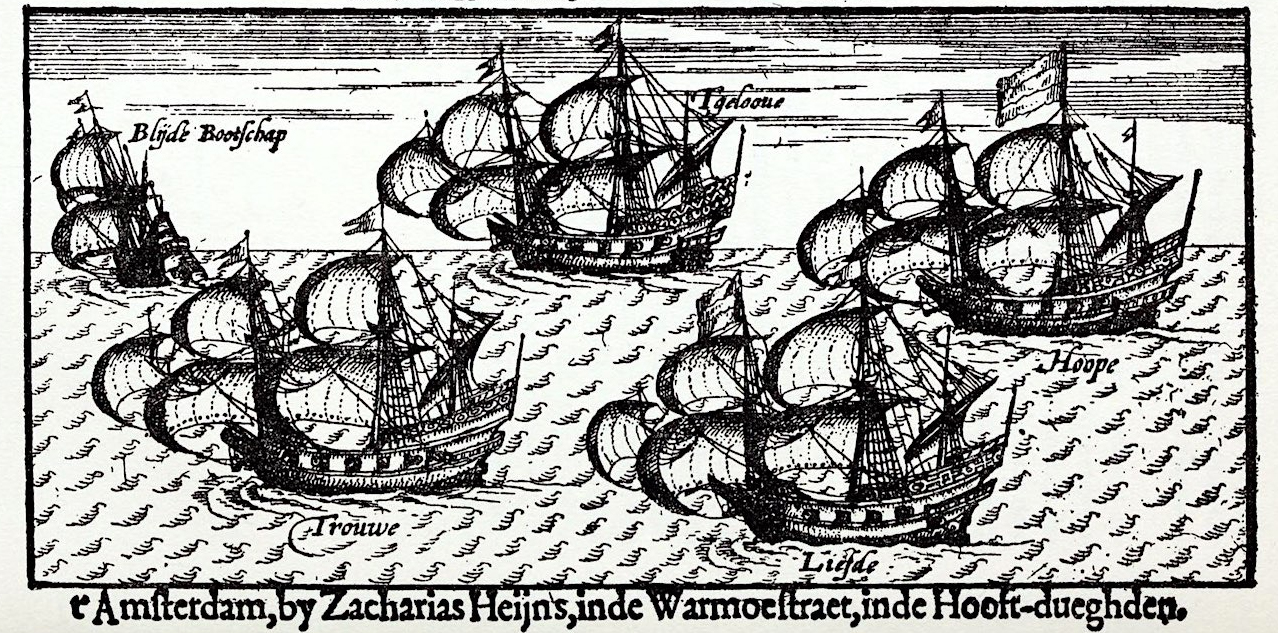
由左自右: 「福音」號、「忠誠」號、「信仰」號、「慈愛」號及「希望」號。17世紀版畫。

被荷蘭人在東印度群島的香料貿易所吸引，34歲的亞當斯和弟弟托马斯在1598年加入了鹿特丹公司前往遠東的船隊。船隊由五艘船所組成：
- 希望號（Hoop），旗艦，500英噸[3]
- 慈愛號（荷兰语：De Liefde (galjoen)）（一譯「慈悲」號，Liefde），300英噸[4]
- 信仰號（Geloof），320英噸[5]
- 忠誠號（Trouw），220英噸[6]
- 福音號（Blijde Boodschap），150英噸[7]

亞當斯在1598年6月24日搭乘「希望」號從鹿特丹出發，先沿著西非海岸航行、經過麥哲倫海峽，再沿著智利海岸北上。但是航海的過程中遇上種種災難，在南大西洋的惡劣天氣下，船隊失散，經過麥哲倫海峽後只剩三艘船（「福音」號在遭遇惡劣天氣後損壞漂流，在補給不足的情況下進入瓦爾帕萊索，並被西班牙人俘虜、「信仰」號則在1600年6月返回鹿特丹，船上原109名船員只剩36人）。

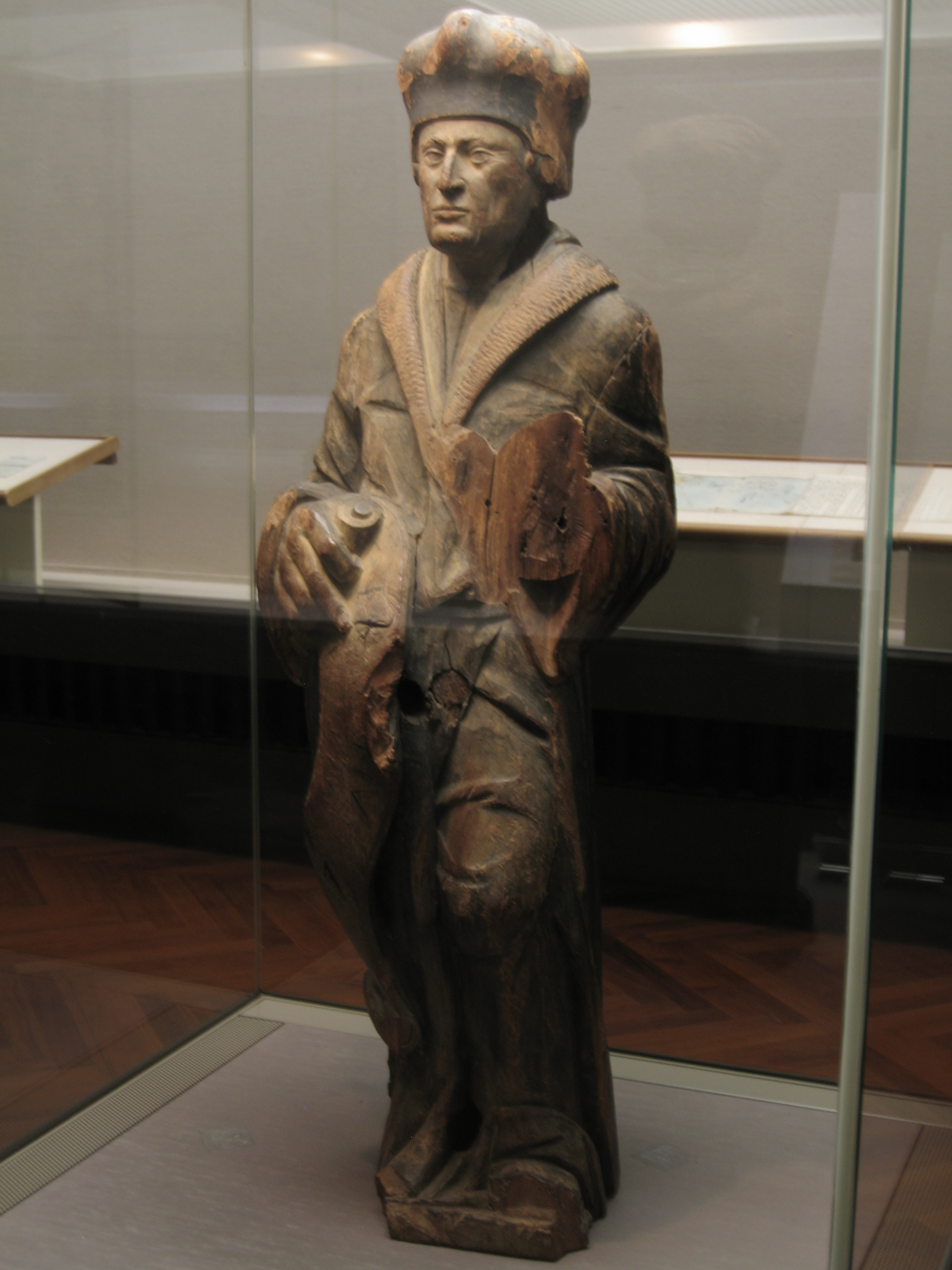
「慈愛」號船尾的伊拉斯謨木雕

航程中，1598年12月前，亞當斯更換到「慈愛」號（原先稱為伊拉斯謨號，因為其船尾有伊拉斯謨的木雕。該木雕後來存放至日本栃木縣佐野市龍江院中，被日本人稱為貨狄尊者（或作「化狄尊者」）。後於1920年代移至東京國立博物館寄放）。「慈愛」號先在聖瑪麗亞島（Santa Maria，即弗雷里安納島）等待，但是只有「希望」號在1599年春出現。兩艘船的船長與亞當斯的弟弟等其他20名船員，為了補給食糧問題，都在與印第安土著的衝突中失去性命。即使如此，兩艘船還是決定在1599年11月橫渡太平洋繼續完成任務。在橫渡太平洋途中，「希望」號於1600年2月底遇到颱風沉沒，所有船員不幸罹難；「慈愛」號上剩下的船員在痢疾和壞血病的蔓延下，也一一不支倒下。最後只有「忠誠」號沒有偏離預定航線太遠，來到印度尼西亞的蒂多雷島，但是所有倖存的船員都在1601年1月前被葡萄牙人殺害。

## 漂流日本並拜謁家康

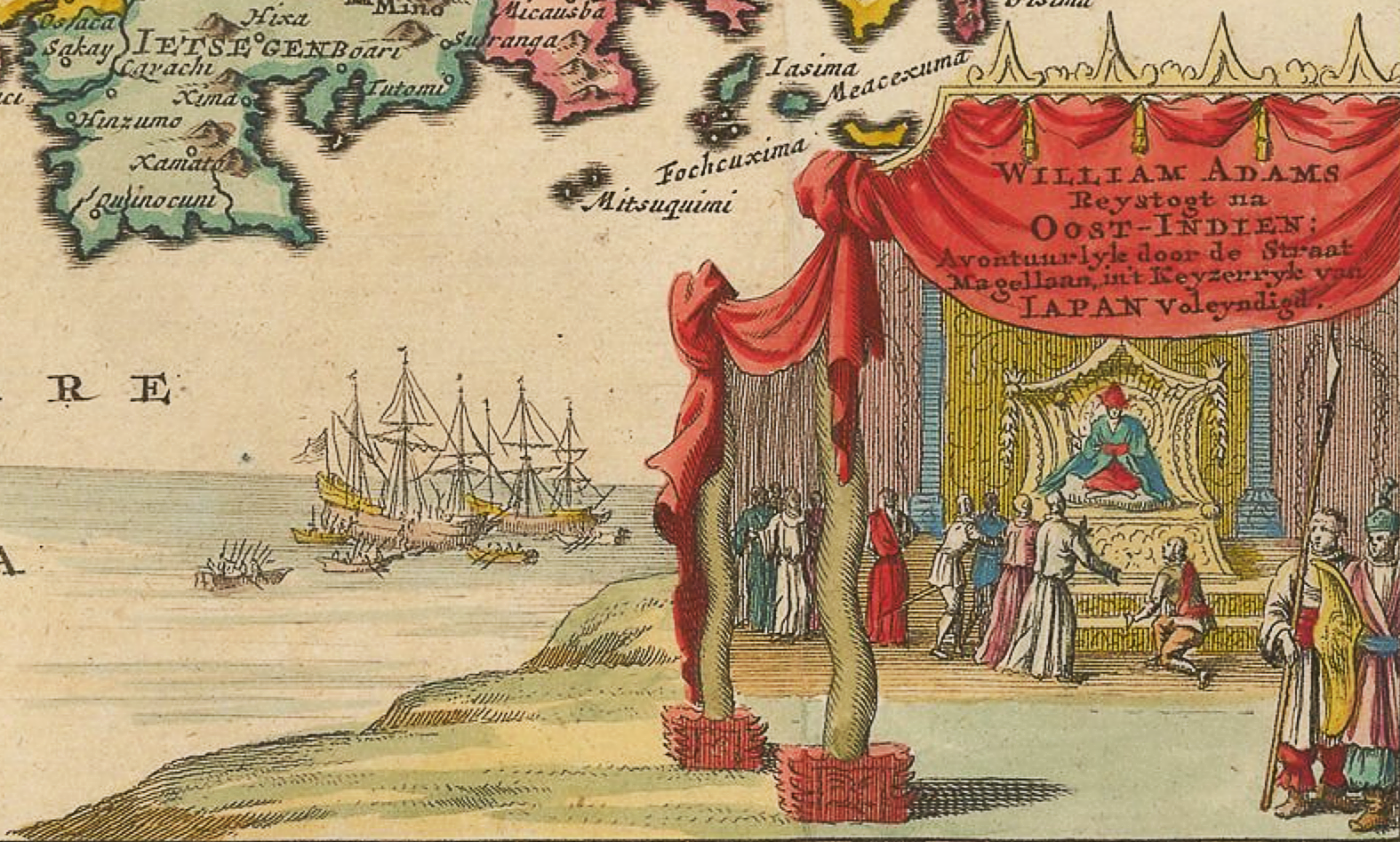
德川家康接見威廉·亞當斯。1707年的理想化描繪。

1600年4月29日，在經過19個月的航海，「慈愛」號漂流到了九州豐後的臼杵 (今大分縣)，船員由原來的110人減少到24人。不能自行上陸的船員由臼杵城主太田一吉派出的小船接送，並向長崎奉行寺澤廣高通報。寺澤在沒收船上的大炮、火繩槍和彈藥後向大坂城的豐臣秀賴請求指示。期間遇到耶穌會的傳教士指控他們是海盜，要求即刻處刑；於是船隻被扣留，船員被囚禁在大坂城。
5月12日，五大老之首的德川家康接見他們。亞當斯向家康解釋航海的目的、說明歐洲有劇烈的宗教改革，荷蘭和英國等新教國家與葡萄牙、西班牙等舊教（天主教）國家間的紛爭，化解了誤會。德川家康命令船員將「慈愛」號從豐後駛往江戶，但由於嚴重毀損及腐朽，在半途便沉沒了。
1605年大部份原來的船員都在平戶大名的協助下離開日本，啟程返回歐洲。

## 成為三浦按針
人在江戶的亞當斯申請回國，但是直到1613年都沒得到批准。家康對於亞當斯的西方知識很感興趣，並要求他擔任外交及貿易顧問。這個時期，亞當斯也教授家康的幕僚幾何學、數學及航海等知識。1602年亞當斯與家康御用商人馬込勘解由的女兒——阿雪（お雪）結婚，育有一子約瑟夫（Joseph）及一女蘇珊娜（Susanna）。
1604年德川家康要求亞當斯建造一艘西洋式帆船。亞當斯一開始猶豫不決，因為他只有在造船廠打過工，沒有當過工程師，但最後還是接下這個任務。亞當斯在伊豆國伊東設置了日本第一個西式的造船船塢，在原「慈愛」號二副揚·約斯滕斯（日本名耶楊子）及其他船員的幫助下，建造了80噸的帆船。高興的家康指示建造另一艘大型可進行遠航的船舶，於是亞當斯在1607年完成了120噸的船舶「聖布埃納·本圖拉」號（一譯「聖好運」號，San Buena Ventura）。後來這艘船在1609年西班牙蓋倫帆船「聖弗朗西斯科」號（San Francisco）遇到颱風漂流到房總半島的御宿海岸的時候，出借給西班牙人讓他們能返回新西班牙。
1608年亞當斯以德川家康的名義向菲律賓總督羅德里戈·德比韋羅-貝拉斯科接觸，家康希望能與新西班牙建立直接貿易關係。雙方交換了友好文書，建立了日本與新西班牙的正式外交關係。
對這些功績感到滿意的家康，封亞當斯為武士，賜於佩刀，給與相模國三浦郡逸見村（今横須賀市東北部）250石的領地，以及一間位於江戶日本橋的宅邸，並賜名「三浦按針」，成為日本第一位白人武士。名字的「按針」代表職業領航員的意思，姓氏的「三浦」則來自封邑的三浦半島。

## 擔任外交顧問
亞當斯得到德川家康的信任，日語也逐漸進步，沒有幾年，亞當斯便取代了原先擔任德川家康外交顧問的耶穌會傳教士陸若漢。亞當斯的得寵使得耶穌會與方濟會的教士們感到恐慌。一開始他們嘗試讓亞當斯改宗為天主教徒，但是沒有成功。
德川家康一方面希望從與外國人的貿易中得到利益，但另一方面也對基督宗教勢力的擴張感到疑慮。德川家康在亞當斯的影響以及大批基督徒發起的社會騷動下，在1614年將耶穌會修士們驅逐出日本。

## 平戶荷蘭商館的建立

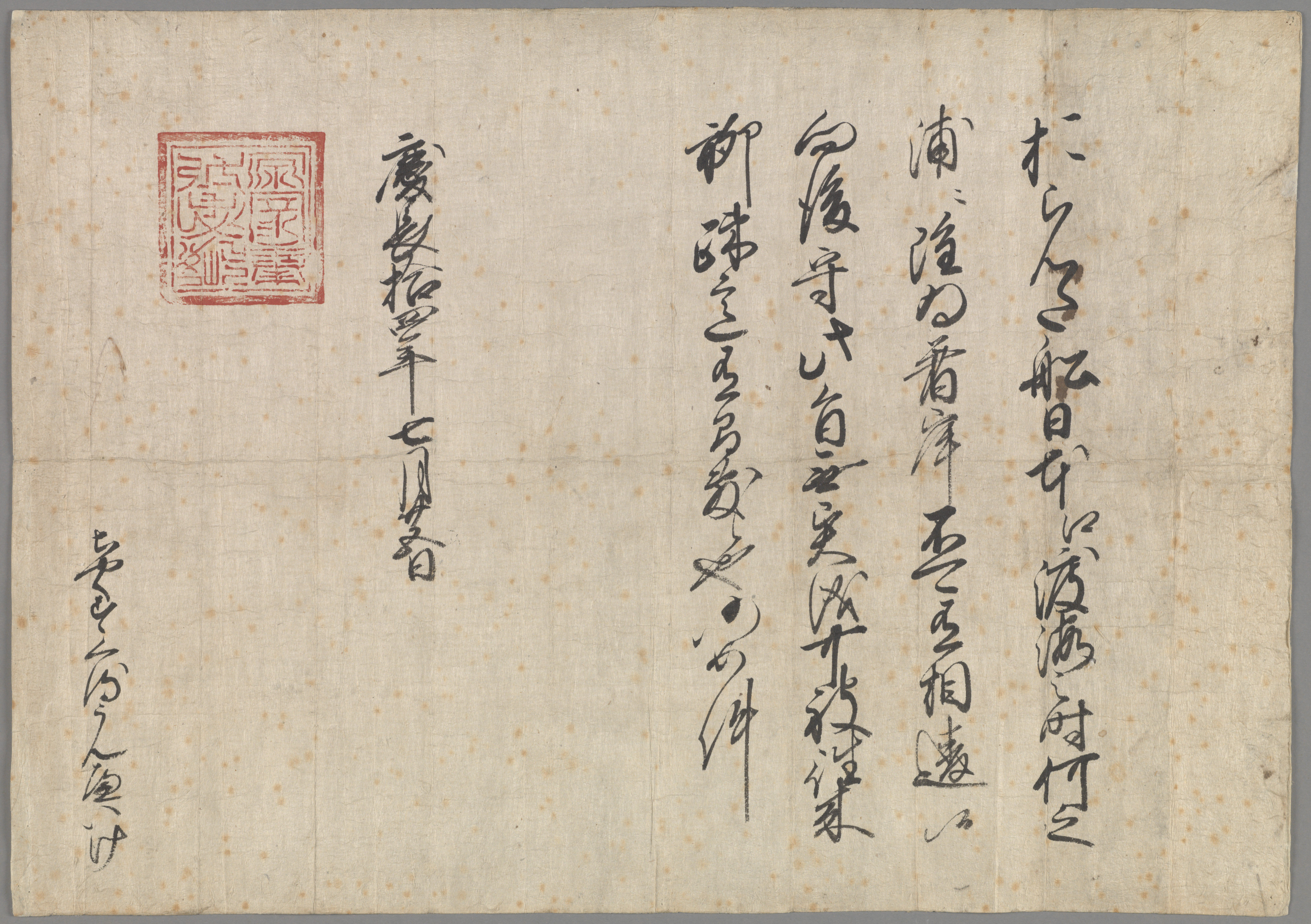
德川家康授予荷蘭人的朱印狀 (荷蘭国立公文書館蔵)

在亞當斯與荷蘭人意外飄流到日本以前，葡萄牙人已經在1543年來到日本，並在平戶及長崎等港口從事南蠻貿易。葡萄牙人的貿易同時也帶有傳教的目的，許多九州的大名如大村純忠、大友宗麟、有馬晴信因此皈依天主教，並支持天主教在其領地內的傳播；沒有幾年，天主教便在日本發展成為龐大且讓當權者頭痛的勢力。
1604年，為了打破葡萄牙人的壟斷貿易，德川家康派「慈愛」號船長雅各布·夸克尔纳克等兩名荷蘭人前往東南亞的北大年與荷蘭東印度公司接觸，邀請荷蘭人來日貿易。由於忙於應付葡萄牙人與有限的資源，直到1609年荷蘭人才在雅克·斯佩克斯率領下來到日本。兩名荷蘭使節帶著奧蘭治王子拿騷的慕黎斯的文書前往江戶，亞當斯協助這些使節談判，並讓荷蘭人獲得德川家康授予的朱印狀許可進行貿易。
在1609年8月24日荷蘭人從德川家康得到貿易權後，荷蘭人在1609年9月20日於平戶設立貿易站。這份德川家康親自授予的貿易許可被荷蘭人小心的保存在平戶以及後來的出島，為接下來兩個世紀荷蘭在日本的獨佔貿易權提供了保障。

## 平戶英國商館的建立

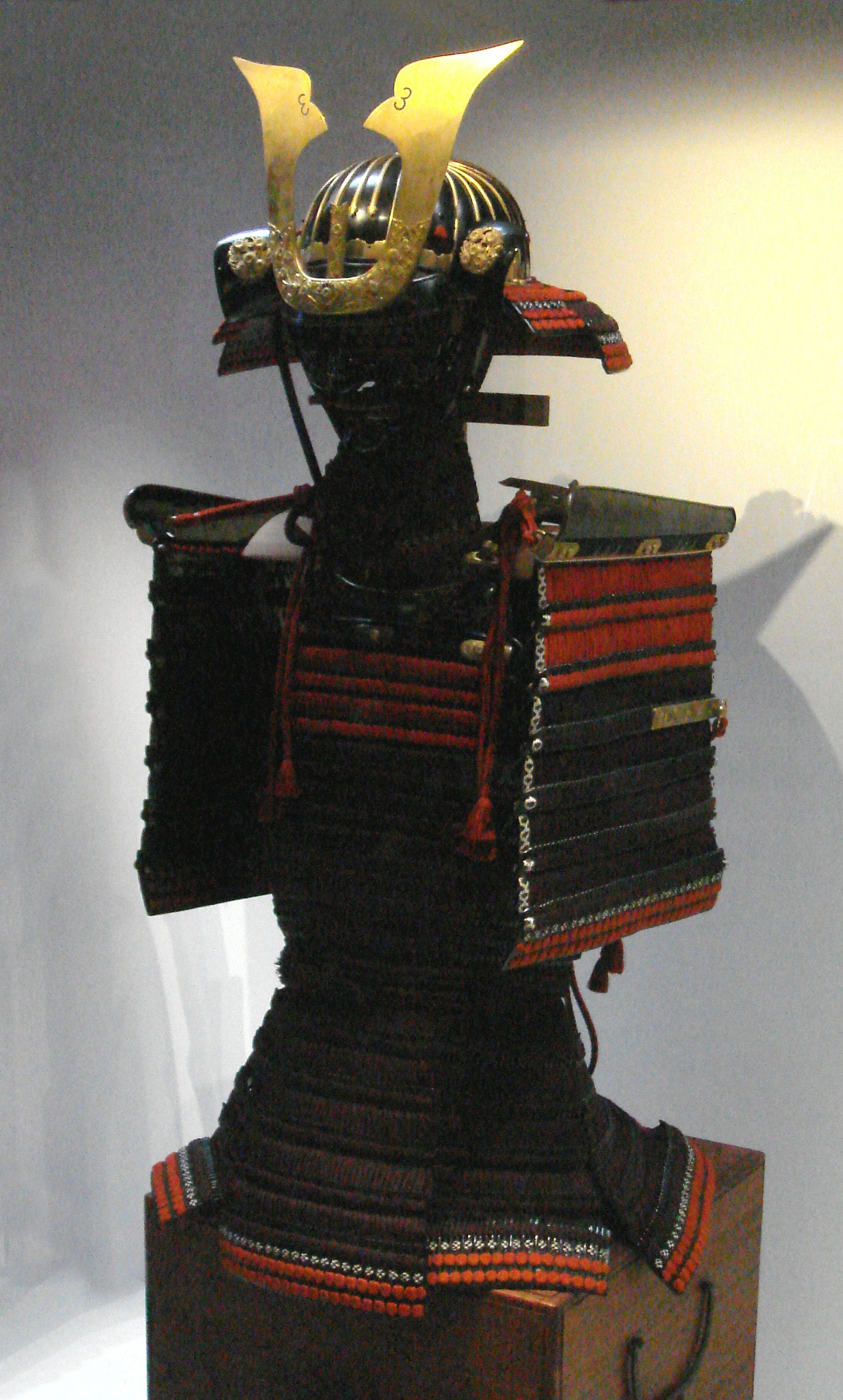
德川秀忠贈予詹姆斯一世的盔甲 (倫敦塔藏)

1611年亞當斯得到了不列顛東印度公司在印度尼西亞的萬丹建立據點的消息，於是寄了一封信給英國人，希望得知他在英格蘭的家庭與朋友的消息，並邀請他們來日本貿易。
1613年，英國船長約翰·薩里斯率「丁香」號（Clove）抵達平戶，帶來英國國王詹姆斯一世的親筆信和禮物，並且希望建立不列顛東印度公司的貿易據點。亞當斯帶著薩里斯在駿府城拜訪了已退休的將軍家康，再到江戶謁見現任將軍德川秀忠。秀忠給了薩里斯一套日式盔甲，要求轉送給英國國王詹姆斯一世，這套盔甲目前被保存在倫敦塔。回程時，他們又再度拜訪了家康，這次家康給予英國人貿易許可的朱印狀。一行人在1613年10月9日抵達平戶。趁這個場合，亞當斯曾經詢問並得到德川家康的同意得以返回他的祖國。不過，最後他婉拒了薩里斯帶他回英格蘭的邀請。雖然想念在英格蘭的妻小，但是在日本有封地、有地位，要是回國便一無所有了。

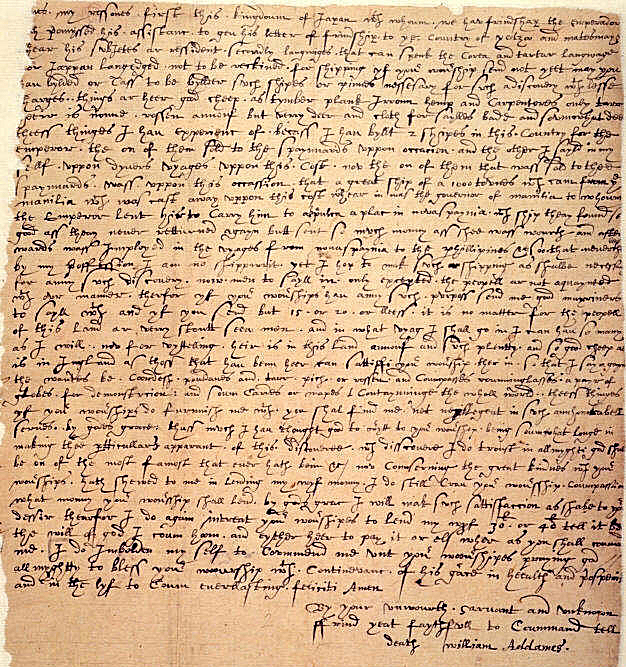
1613年在平戶的三浦按針寫給倫敦不列顛東印度公司的手稿 (大英圖書館藏)

亞當斯接受了在新成立的平戶商館的工作，成為不列顛東印度公司的雇員。亞當斯其實反對將貿易站設於平戶，平戶是一個小地方，而且離大阪、江戶等主要市場遙遠。他向薩里斯建議在他領地附近的浦賀（今横須賀市東部），扼江戶灣的出口，是比較好的選擇，但是沒有被接受，重視與中國貿易的英國人還是選擇在平戶開設商館。200多年後的黑船來航美國海軍陸戰隊從浦賀登陸，日後横須賀逐漸發展成為日本最大軍港，證明亞當斯的確有他獨到的眼光。
在英國商館運作的十年間（1613－1623年），除了1613年來航的「丁香」號外，只有其他三艘船直接從倫敦抵達日本，而且帶來的商品對日本市場沒什麼價值 (寬幅絨、菜刀、鏡子、印度棉花等)。唯一能維持商館運作的是日本與東南亞之間的朱印船貿易。亞當斯持有將軍授予的朱印狀，並在公司參與朱印船貿易的過程中扮演關鍵的角色。亞當斯在1616至1618年組織了幾次到暹羅及交趾的貿易，成果好壞參半。東南亞的蘇木賣回日本的價錢可達到200%的利潤。英國商館依靠這些貿易得以苟延殘喘，最終在1623年因財務問題關閉。
1615年，亞當斯訪問琉球那霸時，將番薯帶回平戶，並由平戶英國商館館長理查·考克斯首次在日本本土成功栽培。

## 家康死後
1616年4月家康病歿，繼任的德川秀忠和德川家光對於外國人與基督徒更加不信任、對外政策逐漸轉趨保守。1620年5月26日亞當斯在平戶死去，享年55歲，埋葬於平戶商館附近的公共墓園，現在是平戶市的崎方公園。另外根據亞當斯的遺言，在可以望見江戶城的逸見山頂修築了按針塚。
之後亞當斯的領地被兒子約瑟夫繼承，約瑟夫也繼承「三浦按針」的頭銜。約瑟夫後來和父親一樣從事朱印船貿易，但在1635年日本進入鎖國時代後，便消失在歷史記錄中。

## 史跡

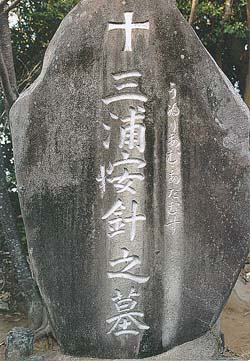
三浦按針之墓，平戶市崎方公園

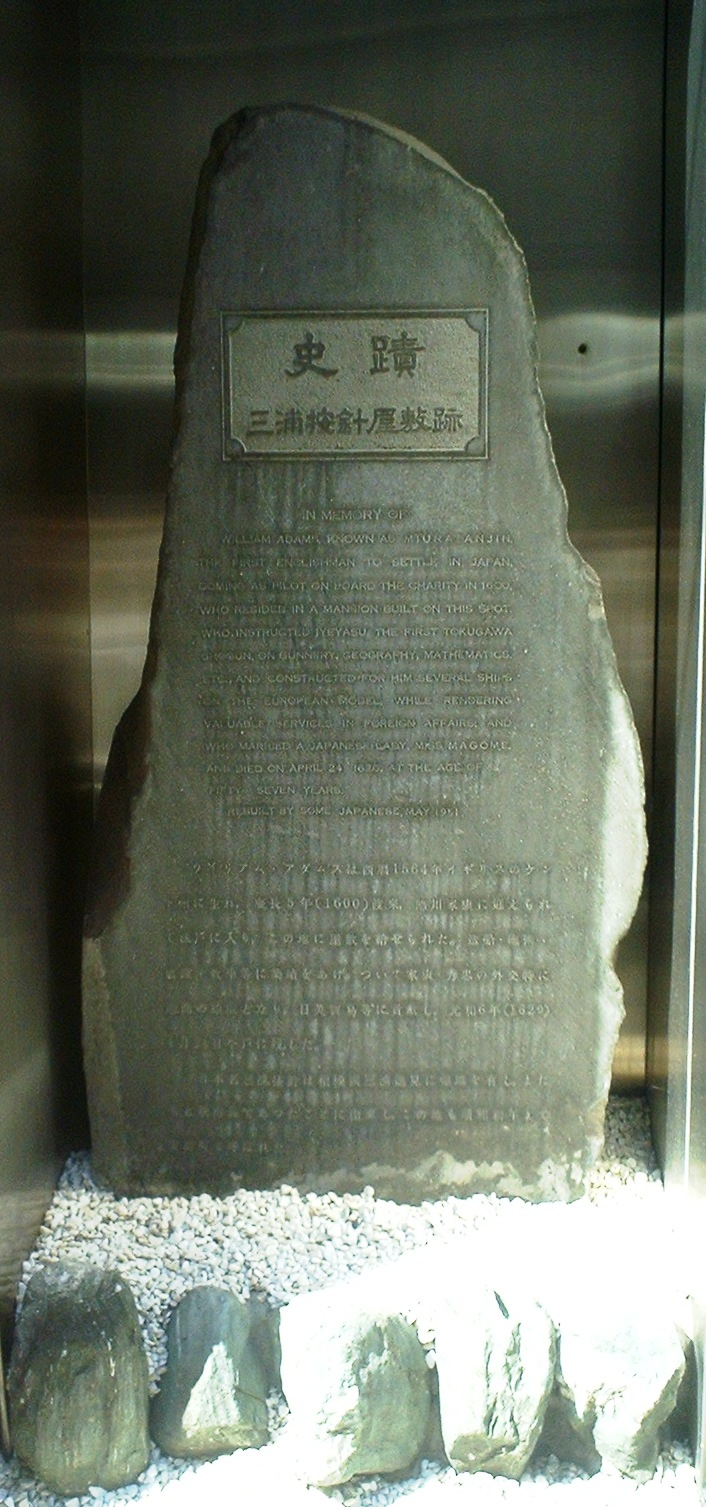
三浦按針故居紀念碑，安針町 (今東京日本橋室町)

三浦按針之墓位於長崎縣平戶市的「崎方公園」，旁邊則是日本最早基督教傳教士聖方濟·沙勿略的紀念碑。
亞當斯曾在江戶（今東京）有一間房子，該地被命名為「安針町」；關東大地震後，1932年的區劃整理帶來町名改正，許多江戶時代的町名發生變化消失，現在屬東京都中央區日本橋室町，設有一塊「三浦按針屋敷跡」的紀念碑。
在神奈川縣横須賀市西逸見町的「塚山公園」則有「按針塚」。日本進入鎖國時代後，按針塚逐漸荒廢。日本開國後，在橫濱居留地的英國人開始積極尋找有關三浦按針的人事物。1872年，橫濱貿易商詹姆斯·沃尔特斯（James Walters）在逸見村的淨土寺發現三浦按針夫婦的供養塔。1902年英日同盟的簽訂使得按針塚再度受到關注。1906年按針塚在神奈川縣知事周布公平、英國大使竇納樂等要人的見證下進行大修完工。1923年3月7日被指定為國定史蹟。每年4月8日舉行「按針祭」的紀念儀式，紀念這位作為日英兩國橋橋樑的傳奇人物。附近的京濱急行電鐵也有一站被命名為「安針塚站」（安針塚駅）。

## 流行文化
英國小說家詹姆斯·克萊維爾其中一本小說名為《幕府將軍》，主角以三浦按針為藍本，積極參與關原之戰。改編電視劇《幕府將軍》於2024年2月播出，第一季共10集。
日本遊戲製作公司光榮特庫摩於2017年推出以亞當斯為主角的動作角色扮演遊戲──仁王，並在其續作仁王2中亦有登場。

## 註解
1. ↑  . British Library. 16 May 2016. （原始内容存档于24 March 2018）.
2. ↑  . de VOCsite.   [2010-08-17]. （原始内容存档于2005-02-10）.
3. ↑  . de VOCsite.   [2010-08-17]. （原始内容存档于2006-05-03）.
4. ↑  . de VOCsite.   [2010-08-17]. （原始内容存档于2005-02-10）.
5. ↑  . de VOCsite.   [2010-08-17]. （原始内容存档于2005-03-26）.
6. ↑  . de VOCsite.   [2010-08-17]. （原始内容存档于2006-05-03）.
7. ↑  東京大学史料編纂所. . 東京大学出版会. 1979. ISBN 978-4130927345.